# Стари надгробни споменици у Брезни
Стари надгробни споменици у Брезни (Општина Горњи Милановац) груписани су у неколико споменичких целина и представљају незаобилазан извор података за проучавање генезе становништва овог места.

## Брезна
Село Брезна налази се у средишњем делу општине Горњи Милановац, више на његовој западној половини. Граничи се са атарима села Срезојевци, Бершићи, Озрем, Лозањ, Теочин и Леушићи. Село је разбијеног типа, са десет засеока. Овуда пролази пут Горњи Милановац-Прањани-Пожега.
Насеље је основано у средњем веку. У 18. веку ови простори су већим делом били под густим шумама. До значајнијих досељавања из Црне Горе и Старог Влаха дошло је након Свиштовског мира и српских устанака, када су се у земљи побољшале опште прилике. Крајем 18. века у Брезни је подигнута црква брвнара, док је Црква Светог Димитрија подигнута 1837. године.
Сеоска слава је Друге Тројице.

### Сеоска гробља
У Брезни постоје двa активнa сеоскa гробља - Ражина и Ковачевића гробље. У старој варошици, са југозападне стране Цркве Светог Димитрија, видљиви су остаци старог сеоског гробља.

#### Гробље Ражина
Основано је око 1880. године измештањем сеоског гробља на оближњу падину. Од релативно великог броја старих надгробника, само је мањи део у потпуности очуван. У највећој мери страдали су споменици од крупнозрног конгломерата услед оштре климе, али и неотпорности самог материјала. Бројчано доминирају нижи стубови различитих форми и димензија са равним или "двоводним" завршетком и стубови четвртастог пресека са покривком у виду шире плоче.

#### Ковачевића гробље
Сачуван је релативно велики број старих надгробника који у великој мери одсликавају генезу споменичког наслеђа овог краја. Међу најстарије спадају крстолики споменици и омање вертикалне плоче са геометријским урезима. У неколико случајева и овде се јавља антропоморфна представа "човека насмејаног лика". Бројчано доминирају стубови различитих димензија и форми, споменици са покривком и вертикалне плоче узвишене крстом. По лепоти и квалитету обраде нарочито се истиче споменик Миљке, девојке од 18 година, рад каменоресца Јосифа Симића Теочинца.

#### Старо гробље
Са југозападне стране Цркве Светог Димитрија, у некадашњој варошици, видљиви су остаци старог сеоског гробља. Ту је и неколико крајпуташа. У црквеној порти такође има споменика у виду хоризонталних надгробних плоча. На олтарском делу фасаде Цркве Светог Димитрија уграђена је надгробна плоча где су у положени посмртни остаци кнеза Василија Васе Поповића, управника Пожешке нахије. Поред ње је мањи споменик у облику крста његовог десетогодишњег сина Јована.